# Ben Hogan

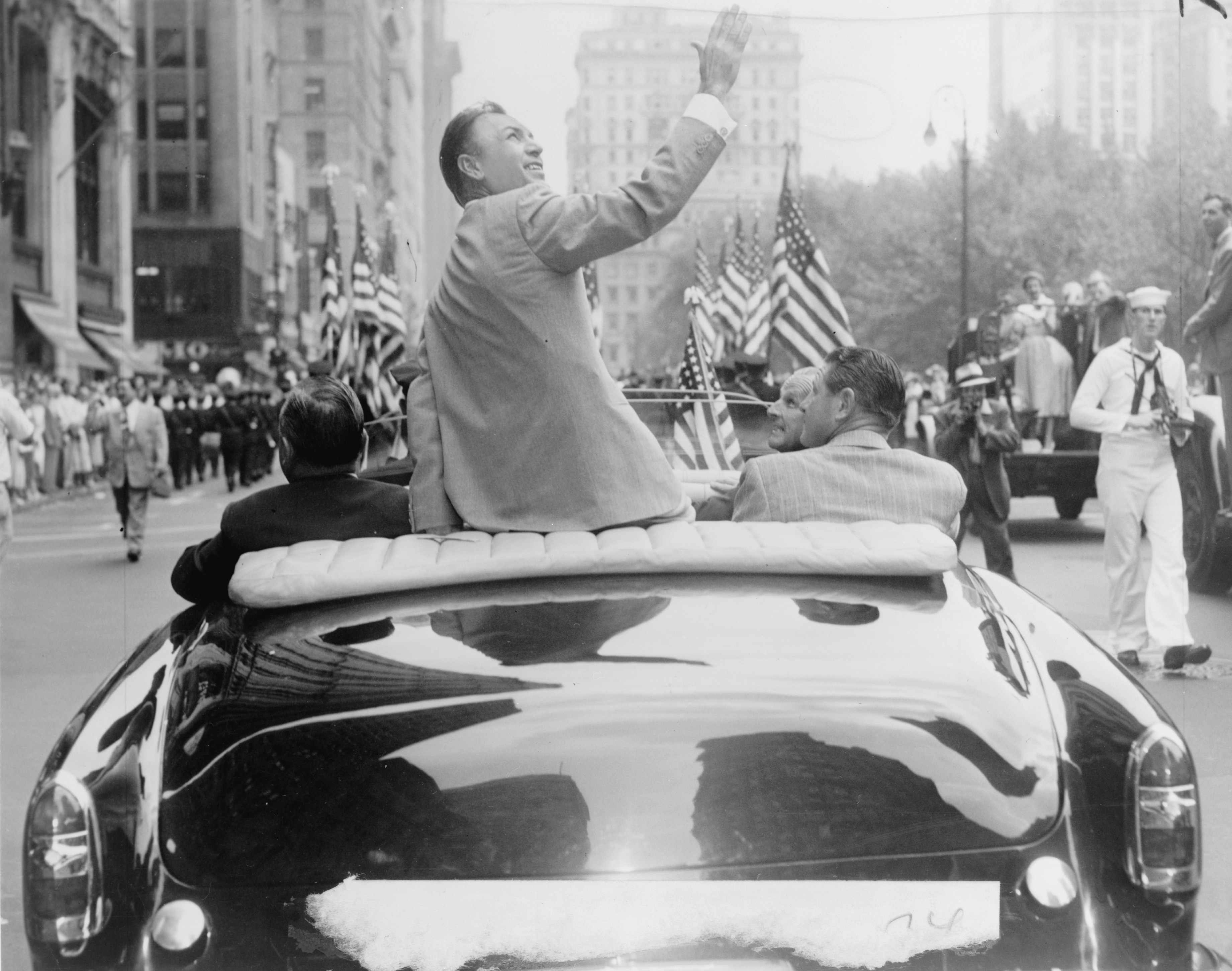
Ben Hogan en un desfile en su honor en Broadway en 1953.

William Benjamin Hogan (Stephenville, Texas, 13 de agosto de 1912-Fort Worth, 25 de julio de 1997) fue un golfista profesional estadounidense considerado como uno de los mejores jugadores de su tiempo y sigue siendo uno de los mejores de todos los tiempos. Es notable por su profunda influencia en la teoría del swing de golf y su habilidad para golpear la bola.
Los nueve campeonatos profesionales de Hogan le sitúan, junto con Gary Player, en el cuarto puesto de todos los tiempos, sólo por detrás de Jack Nicklaus, Tiger Woods y Walter Hagen. Es uno de los cinco jugadores que han ganado los cuatro majors: el Torneo de Maestros, el Open Championship (a pesar de haberlo jugado sólo una vez), el U.S. Open y el PGA Championship. Los otros cuatro son Nicklaus, Woods, Player y Gene Sarazen.

## Biografía
Hogan nació en Stephenville, Texas, siendo el tercer y más joven hijo de Chester y Clara (Williams) Hogan. Su padre era herrero y la familia vivió a diez millas (16 km) al suroeste, en Dublín, hasta 1921, cuando se trasladaron a Fort Worth, a setenta millas (110 km) al noreste. Cuando Hogan tenía nueve años, en 1922, su padre Chester se suicidó con un disparo autoinfligido en la casa familiar. Según algunas versiones, Chester se suicidó delante de él, lo que algunos (incluido el biógrafo de Hogan, James Dodson) han citado como la causa de su personalidad introvertida en años posteriores.
La familia tuvo dificultades económicas tras el suicidio de su padre, y los niños aceptaron trabajos para ayudar a su madre costurera a llegar a fin de mes. Su hermano mayor, Royal, dejó la escuela a los 14 años para repartir material de oficina en bicicleta, y Ben, de nueve años, vendía periódicos después de la escuela en la cercana estación de tren. Un consejo de un amigo le llevó a ser caddie a los once años en el Glen Garden Country Club, un campo de nueve hoyos situado a 11 km al sur. Uno de sus compañeros caddies en Glen Garden era Byron Nelson, que más tarde sería su rival en el circuito. Los dos empataron en el torneo anual de caddies de Navidad en diciembre de 1927, cuando ambos tenían quince años. Nelson embocó un putt de 9 metros para empatar en el noveno y último hoyo. En lugar de la muerte súbita, jugaron otros nueve hoyos; Nelson metió otro putt importante en el último green para ganar por un golpe.
En la primavera siguiente, Nelson obtuvo la única membresía junior que ofrecían los miembros de Glen Garden. Las reglas del club no permitían caddies mayores de 16 años, por lo que, a partir de agosto de 1928, Hogan llevó su juego a tres campos con tarifa diaria: Katy Lake, Worth Hills y Z-Boaz.
Hogan abandonó la Central High School durante el último semestre de su último año. Se convirtió en profesional del golf a seis meses de cumplir los 18 años, en el Abierto de Texas en San Antonio, a finales de enero de 1930. Hogan conoció a Valerie Fox en la escuela dominical de Fort Worth a mediados de la década de 1920, y se reencontraron en 1932 cuando él consiguió un trabajo de profesional de club mal pagado en Cleburne, donde se había trasladado la familia de ella. Se casaron en abril de 1935 en casa de los padres de ella.
Los primeros años de Hogan como profesional fueron muy difíciles; se arruinó más de una vez. No ganó su primer torneo (como individual) hasta marzo de 1940, cuando ganó tres eventos consecutivos en Carolina del Norte a la edad de 27 años. Aunque Hogan tardó una década en conseguir su primera victoria, su esposa Valerie creía en él, y esto le ayudó a superar los años difíciles en los que luchó contra un anquilosamiento que luego curó.
A pesar de terminar en el puesto 13 de la lista de ganancias en 1938, Hogan aceptó un puesto de asistente profesional en el Century Country Club de Purchase, Nueva York. Trabajó en el Century como asistente y luego como primer profesional hasta 1941, cuando aceptó el puesto de primer profesional en el Hershey Country Club en Hershey, Pensilvania.

## Se convierte en profesional
Hogan abandonó Central High School durante el último semestre de su último año. Se hizo profesional seis meses antes de cumplir 18 años, en el Abierto de Texas en San Antonio, a finales de enero de 1930. Hogan conoció a Valerie Fox en la escuela dominical de Fort Worth a mediados de la década de 1920, y se reencontraron en 1932 cuando él consiguió un trabajo mal pagado como profesional de club en Cleburne, donde se había trasladado la familia de ella. Se casaron en abril de 1935 en casa de los padres de ella.
Los primeros años de Hogan como profesional fueron muy difíciles; se arruinó más de una vez. No ganó su primer torneo (como individual) hasta marzo de 1940, cuando ganó tres eventos consecutivos en Carolina del Norte a la edad de 27 años. Aunque Hogan tardó una década en conseguir su primera victoria, su esposa Valerie creyó en él, y esto le ayudó a superar los años difíciles en los que luchó contra un garfio que más tarde curó.
A pesar de terminar decimotercero en la lista de ganancias en 1938, Hogan aceptó un puesto de ayudante profesional en el Century Country Club de Purchase, Nueva York. Trabajó en el Century como ayudante y luego como primer profesional hasta 1941, cuando aceptó el puesto de primer profesional en el Hershey Country Club en Hershey, Pennsylvania.

## Trayectoria
Ganó nueve torneos mayores: el Campeonato de la PGA de 1946 y 1948, el Abierto de los Estados Unidos de 1948, 1950, 1951 y 1953, el Masters de Augusta de 1951 y 1953, y el Abierto Británico de 1953. También logró cuatro segundos puestos en el Masters de Augusta, dos en el Abierto de los Estados Unidos, 25 top 5 y 40 top 10 en 58 torneos mayores disputados.
Hogan lideró la lista de ganancias del PGA Tour en cinco temporadas: 1940, 1941, 1942, 1946 y 1948. Logró 64 victorias en el circuito estadounidense (13 de ellas en 1946 y 10 en 1948), lo que lo coloca cuarto en el historial.
Su swing era considerado como perfecto; por ello, desde Ben Hogan, los profesionales se ejercitan mucho en el campo de prácticas para mejorarlo. Ganó 63 torneos profesionales, por lo cual es considerado como uno de los mejores golfistas de la historia después de Jack Nicklaus, Tiger Woods y Arnold Palmer.
Además, ganó la Copa Canadá de 1956 tanto en la rama individual como por equipos, junto a Sam Snead. Disputó la Copa Ryder de 1947 y 1951 con la selección estadounidense, ganando los tres partidos que disputó.
En 1949 sufrió un gravísimo choque automovilístico, lo que provocó que los doctores le declararan paralítico; pero solo 17 meses después ganó el US Open.
Hogan ganó tres torneos mayores profesionales en 1953: el Masters de Augusta, el Abierto de los Estados Unidos y el Abierto Británico. Fue el primer golfista en lograrlo, aunque en 1930 Bobby Jones triunfó en los torneos abiertos y de amateurs estadounidenses y británicos.
En 1954 creó su propia marca de palos de golf de alta calidad, la cual lleva su nombre. Jugó por última vez en 1971.
En 1974 fue de los primeros golfistas en ser incluido en el Salón de la Fama del Golf Mundial.

## Estilo de juego
Hogan es ampliamente reconocido como uno de los mejores golpeadores de bolas que jamás haya jugado.
El golpeo de la bola de Hogan también ha sido descrito como de un calibre casi milagroso por otros observadores muy entendidos como Jack Nicklaus, que sólo le vio jugar algunos años después de su mejor momento. Nicklaus respondió una vez a la pregunta: "¿Es Tiger Woods el mejor golpeador de bolas que ha visto nunca?" con un "No, no - Ben Hogan, fácilmente".
Otro testimonio del estatus de Hogan (y de Moe Norman) entre los mejores golfistas es el de Tiger Woods, quien dijo que deseaba "ser dueño de su swing (de golf)" de la misma manera que Moe Norman y Hogan.
Según la mayoría de las opiniones, Ben Hogan fue el mejor golfista de su época y sigue siendo uno de los mejores de todos los tiempos. "El Halcón" poseía una determinación feroz y una voluntad de hierro, que combinadas con sus incuestionables habilidades en el golf, formaban un aura que podía intimidar a los oponentes hasta la sumisión competitiva. En Escocia, Hogan era conocido como "The Wee Ice Man", o, en algunas versiones, "Wee Ice Mon", un apodo que se ganó durante su famosa victoria en el Open Británico de Carnoustie en 1953. Hogan rara vez hablaba durante la competición, y la mayoría de las veces era reservado. Hogan también era muy respetado por sus compañeros de competición por sus magníficas habilidades de gestión del campo. Durante sus mejores años, rara vez o nunca intentaba un golpe en competición que no hubiera perfeccionado en la práctica.
Aunque su golpeo de bola era quizás el mejor de todos los tiempos, se cree que las habilidades de Hogan con el putt estaban por debajo de la media, aunque era capaz de ponerlo muy bien. Sólido y a veces espectacular en sus primeros y mejores años, Hogan, en sus últimos años, se deterioró hasta el punto de ser un mal putter para los estándares profesionales, particularmente en greens lentos. La mayoría de sus problemas con el putt se desarrollaron después de su accidente de coche de 1949, que casi le dejó ciego el ojo izquierdo y afectó a su percepción de la profundidad. Hacia el final de su carrera, a menudo se paraba sobre la bola un tiempo excesivo antes de sacar el putter.
Aunque en sus últimos años sufría de "yips", Hogan era conocido como un putter eficaz desde media y corta distancia en superficies rápidas, al estilo del U.S. Open, en ocasiones durante su carrera.

## "Las cinco lecciones" y la enseñanza del golf
Hogan creía que un swing de golf sólido y repetible implicaba sólo unos pocos elementos esenciales que, cuando se realizaban correctamente y en secuencia, constituían la esencia del swing. Su libro Cinco lecciones: Los Fundamentos Modernos del Golf (escrito con Herbert Warren Wind) es quizás el tutorial de golf más leído jamás escrito, aunque el Pequeño Libro Rojo de Harvey Penick también tendría derecho a ese título, y los principios que contiene son a menudo repetidos como loros por los modernos "gurús del swing". En las Cinco Lecciones, Hogan divide el swing en cuatro partes: Los Fundamentos, El Grip, Posición y Postura, y El Swing.

### "Los fundamentos"
Hogan explica que el golfista medio se subestima a sí mismo.  Cree que los principiantes ponen demasiado énfasis en el juego largo. Si tienes un swing correcto, potente y repetitivo, entonces puedes tirar en los 70. "El golfista medio es totalmente capaz de construir un swing de repetición y superar los 80." A lo largo de años de prueba y error, Ben ha desarrollado técnicas que han demostrado su eficacia bajo distintos tipos de presión.

### "El Grip"
Hogan dice: "El buen golf comienza con un buen agarre (grip)" Sin un buen agarre, uno no puede jugar a su potencial.  El agarre es importante porque es el único contacto físico directo que se tiene con la bola a través del palo de golf.  Un mal agarre puede provocar la caída de las manos en la parte superior del swing y una disminución de la velocidad de la cabeza del palo.  Esto puede causar una pérdida de potencia y precisión. A continuación se describe el agarre de golf perfecto a los ojos del Sr. Hogan:

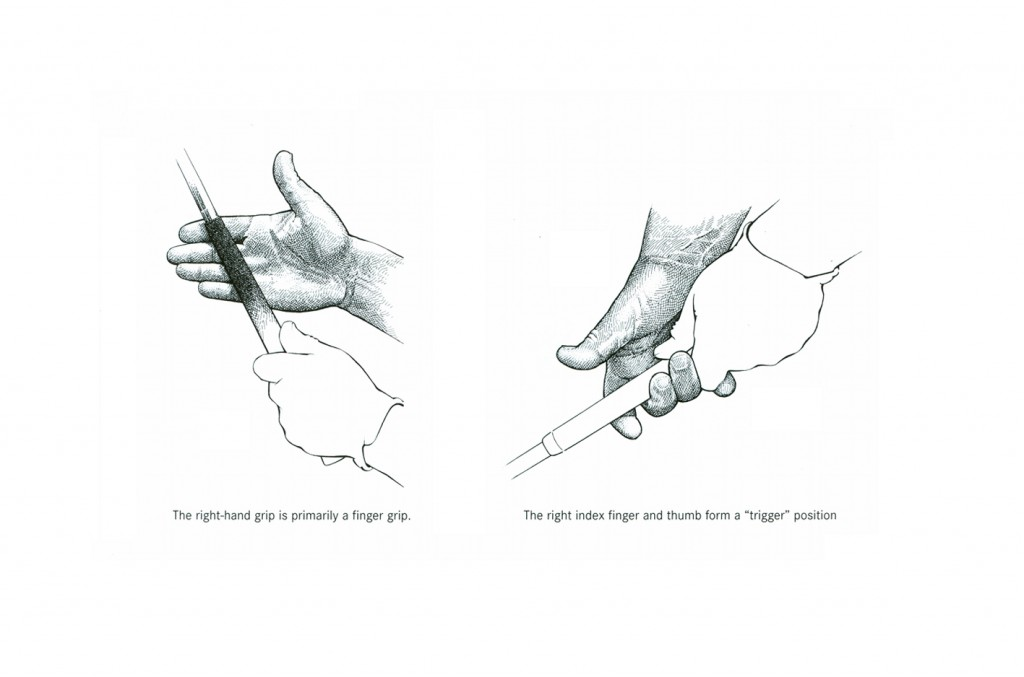
GolfGripC-1024x677

"Con el dorso de la mano izquierda mirando hacia el objetivo, coloque el palo en la mano izquierda de forma que, 1) La varilla quede presionada hacia arriba por debajo de la almohadilla muscular del talón interior de la palma, y 2) La varilla también quede directamente a través de la articulación superior del dedo índice".
"Crook the forefinger around the shaft and you will discover that you can lift the club and maintain a fairly firm grip on it by supporting it just with the muscles of that finger and the muscles of the pad of the palm."
"Ahora cierra la mano izquierda -cierra los dedos antes de cerrar el pulgar- y el palo estará justo donde debe estar".
"Para familiarizarse realmente con esta guía preparatoria para el agarre correcto, sugeriría practicarla cinco o 10 minutos al día durante una semana hasta que empiece a convertirse en una segunda naturaleza."
"Para obtener el agarre adecuado con la mano derecha, sosténgala algo extendida, con la palma mirando hacia su objetivo. Ahora -su mano izquierda ya está colocada correctamente- coloque el palo en su mano derecha de manera que el eje quede a través de la articulación superior de los cuatro dedos y definitivamente debajo de la palma."
"La mano derecha se agarra con los dedos.  Los dos dedos que deben aplicar la mayor parte de la presión son los dos dedos centrales."
"Ahora con el palo sujeto firmemente en los dedos de la mano derecha, simplemente doble la mano derecha sobre el pulgar izquierdo."

### "Postura y Postura"
La postura correcta no sólo permite una alineación adecuada, sino también un swing equilibrado, el uso preparado de los músculos adecuados, y la máxima fuerza y control sobre su swing.  Alineamos nuestro cuerpo con el objetivo sólo después de haber alineado la cabeza del palo con el objetivo.

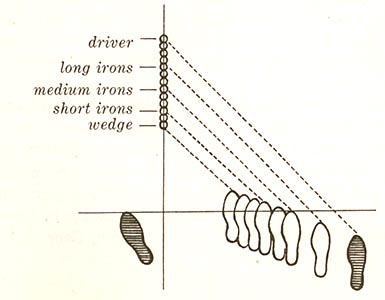
Posición y postura de la bola de Hogan dependiendo de la elección del palo.

Una postura adecuada comienza con los pies alineados con el objetivo, seguidos de las rodillas, caderas y hombros. Los pies deben estar separados a la anchura de los hombros, el pie delantero debe estar ligeramente abierto hacia el objetivo y el pie trasero debe estar perpendicular al objetivo.  A medida que aumente el palo, su postura debe ensancharse para mayor estabilidad.  Tus hombros estarán naturalmente abiertos a la línea del objetivo porque tus brazos no están a la misma longitud mientras sostienes el palo.  Asegúrese de cerrar los hombros ligeramente para mantenerse alineado con la línea de tiro.  La postura adecuada afecta el control del backswing, gobierna la cantidad de giro de cadera en el backswing, y permite que las caderas se despejen en el downswing.  El brazo delantero debe estar extendido en todo momento para permitir que el palo se desplace en su arco máximo.
"Los codos deben estar metidos hacia dentro, sin sobresalir del cuerpo.  En el address, el codo izquierdo debe apuntar directamente al hueso de la cadera izquierda y el codo derecho debe apuntar directamente al hueso de la cadera derecha.  Además, debe haber una sensación de articulación fija entre los dos antebrazos y las muñecas, y debe mantenerse durante todo el swing."
"Debe doblar las rodillas desde los muslos hacia abajo.  Al doblar las rodillas, la parte superior del tronco permanece normalmente erguida, igual que cuando te sientas en una silla. En el golf, el movimiento de sentarse es más parecido al de bajarse a un palo deportivo.  Piense que el asiento del palo está unos cinco centímetros por debajo de sus nalgas."

### "El Swing"

#### "El backswing"
Hogan aboga por el uso de un meneo no sólo porque le ayuda a aflojar los músculos, sino también porque permite que las manos y los brazos recuerden adónde ir en la primera parte del backswing. El ángulo del swing debe sentirse como si estuviera balanceándose bajo un plano inclinado de cristal.  El "cristal" tiene un agujero para su cabeza mientras descansa sobre sus hombros y toca el suelo encima de su bola. Además, el backswing debe ser ligeramente más pronunciado que el downswing.  En la parte superior del backswing, la espalda debe estar orientada hacia el objetivo.

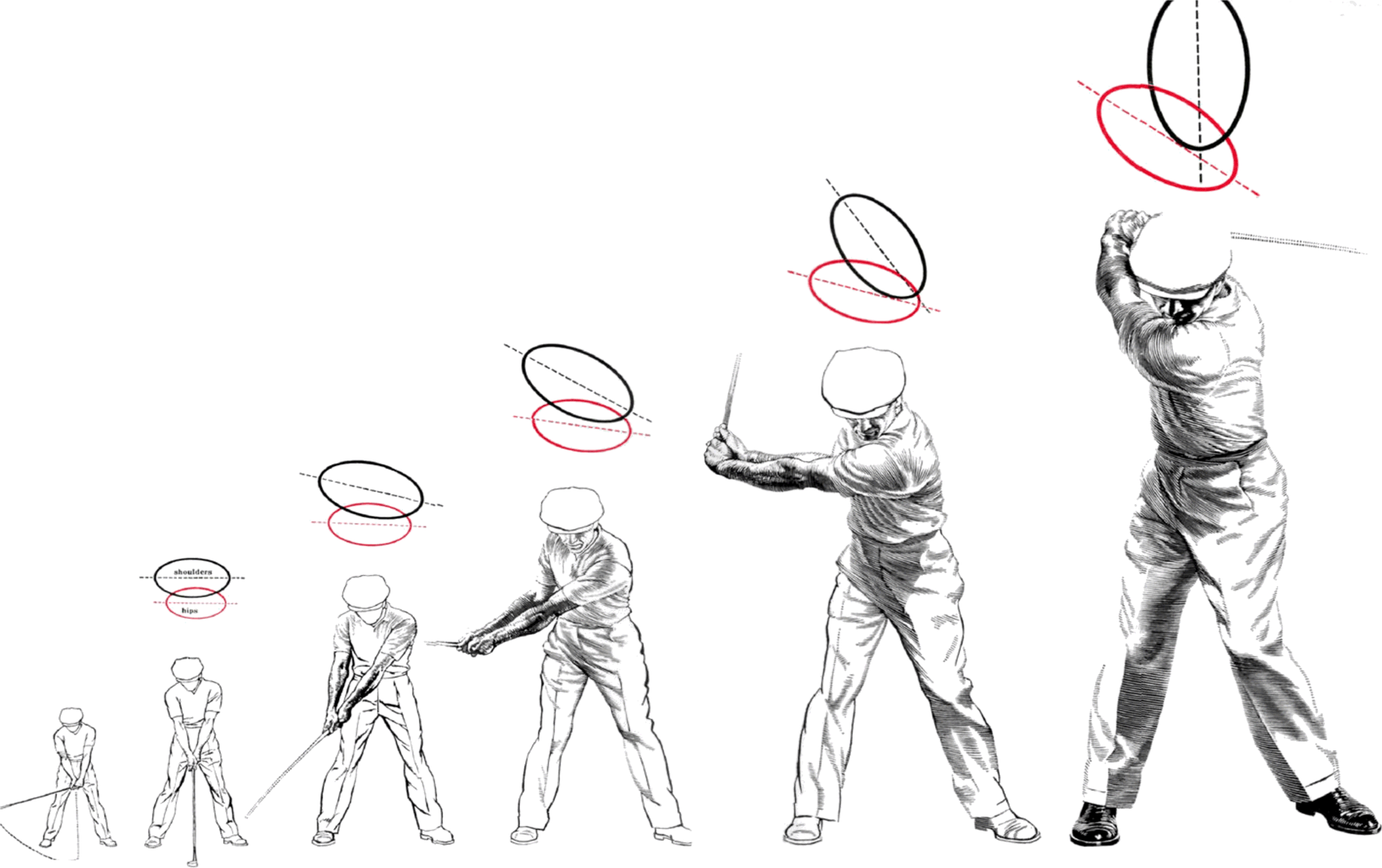
El backswing de Hogan comparando el ángulo de las caderas con el ángulo de los hombros.

"En el backswing, el orden de movimiento es el siguiente: manos, brazos, hombros, caderas."
"En realidad, las manos inician el retroceso de la cabeza del palo una fracción de segundo antes de que los brazos inicien el retroceso.  Y los brazos comienzan su movimiento una fracción de segundo antes de que los hombros comiencen a girar."
"Justo antes de que las manos lleguen al nivel de las caderas, los hombros, al girar, empiezan automáticamente a tirar de las caderas.   Cuando las caderas empiezan a girar, tiran de la pierna izquierda hacia la derecha."
"Cuando haya girado los hombros completamente, su espalda debe mirar directamente hacia su objetivo."
"Cuando termine su backswing, su barbilla debe estar golpeando contra la parte superior de su hombro izquierdo."
"Cuando empiece el backswing, debe evitar que las caderas se muevan hasta que el giro de los hombros empiece a tirar de las caderas... Es este aumento de tensión lo que desenrolla la parte superior del cuerpo.  Desenrolla el hombro, los brazos y las manos en ese orden, el orden correcto.  Ayuda tanto al swing que lo hace casi automático."
"Si ejecuta su backswing correctamente, a medida que sus brazos se acercan al nivel de la cadera, deben estar paralelos al plano y deben permanecer paralelos al plano, justo debajo del cristal, hasta que alcancen la parte superior del backswing.  En la parte superior de su backswing, su brazo izquierdo debe estar extendido exactamente en el mismo ángulo (con respecto a la pelota) que el cristal" 

#### "El downswing"
Hogan cree que la segunda parte del swing, el downswing, se inicia cuando las caderas comienzan a girar.  Un jugador de béisbol lanza una pelota transfiriendo su peso y girando sus caderas.  Luego le siguen los hombros y el brazo.  Hogan cree que el downswing es muy similar a esta acción.  El downswing tiene un ángulo ligeramente más bajo y, por lo tanto, los brazos y las manos deben venir de dentro hacia fuera en el downswing.  La cabeza del palo alcanza su velocidad máxima, no en el impacto, sino justo después, cuando ambos brazos están completamente extendidos.

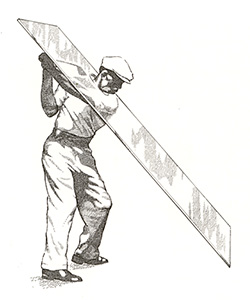
El plano de cristal imaginado por Hogan

"En el momento del impacto, el dorso de la mano izquierda mira hacia el objetivo.  El hueso de la muñeca está definitivamente levantado.  Apunta hacia el objetivo y, en el momento del contacto con la bola, está por delante, más cerca del objetivo que cualquier otra parte de la mano."
"En el momento del impacto el brazo derecho está todavía ligeramente doblado."
"En ese punto justo después del impacto en el que ambos brazos están rectos y extendidos, la cabeza del palo alcanza su máxima velocidad."
"Las caderas guían a los hombros todo el camino en el downswing."
Las cinco lecciones se publicaron inicialmente como una serie de cinco partes en la revista Sports Illustrated, comenzando con el número del 11 de marzo de 1957. Fue recopilado e impreso en forma de libro ese mismo año y actualmente se encuentra en su 64ª edición. Incluso hoy en día sigue manteniendo un lugar en o cerca de la parte superior de los rankings de ventas de libros de golf de Amazon.com. El libro fue coescrito por Herbert Warren Wind, e ilustrado por el artista Anthony Ravielli.